# France Jonas
France Jonas (ur. 9 maja 1965) – maurytyjski piłkarz grający na pozycji ofensywnego pomocnika. W swojej karierze rozegrał 17 meczów w reprezentacji Mauritiusa.

## Kariera klubowa
W swojej karierze piłkarskiej Jonas grał w klubach Fire Brigade SC i US Beau Bassin-Rose Hill. Wraz z Fire Brigade wywalczył między innymi trzy mistrzostwa Mauritiusa w sezonach 1987/1988, 1992/1993 i 1993/1994 oraz zdobył cztery Puchary Mauritiusa w latach 1989, 1990, 1991 i 1994.

## Kariera reprezentacyjna
W reprezentacji Mauritiusa Jonas zadebiutował 28 marca 1987 roku w zremisowanym 0:0 towarzyskim meczu z Botswaną. Od 1987 do 1996 wystąpił w kadrze narodowej 17 razy.